# 髙木家住宅
髙木家住宅（たかぎけじゅうたく）は、愛知県犬山市犬山東古券73にある邸宅。主屋、蔵、茶室が登録有形文化財。

## 歴史
江戸時代、髙木家は「ワタゼン」（綿屋善四郎）の屋号で酒造業を営んでいた。
1913年（大正2年）に主屋が建てられた。棟梁は犬山藩大工の系譜を持つ市橋清次郎であり、市橋清次郎と広瀬銊太郎の兄弟は針綱神社社殿や本町山車蔵などの建物を手掛けている。
1931年（昭和6年）、髙木家は主屋の南隣に木造2階建の局舎を建て、郵便局を開業させた。1935年（昭和10年）には清酒の醸造をやめたが、太平洋戦争終戦までは小売りを継続した。
2004年（平成16年）7月23日、主屋、蔵、茶室が登録有形文化財に登録された。

## 建築

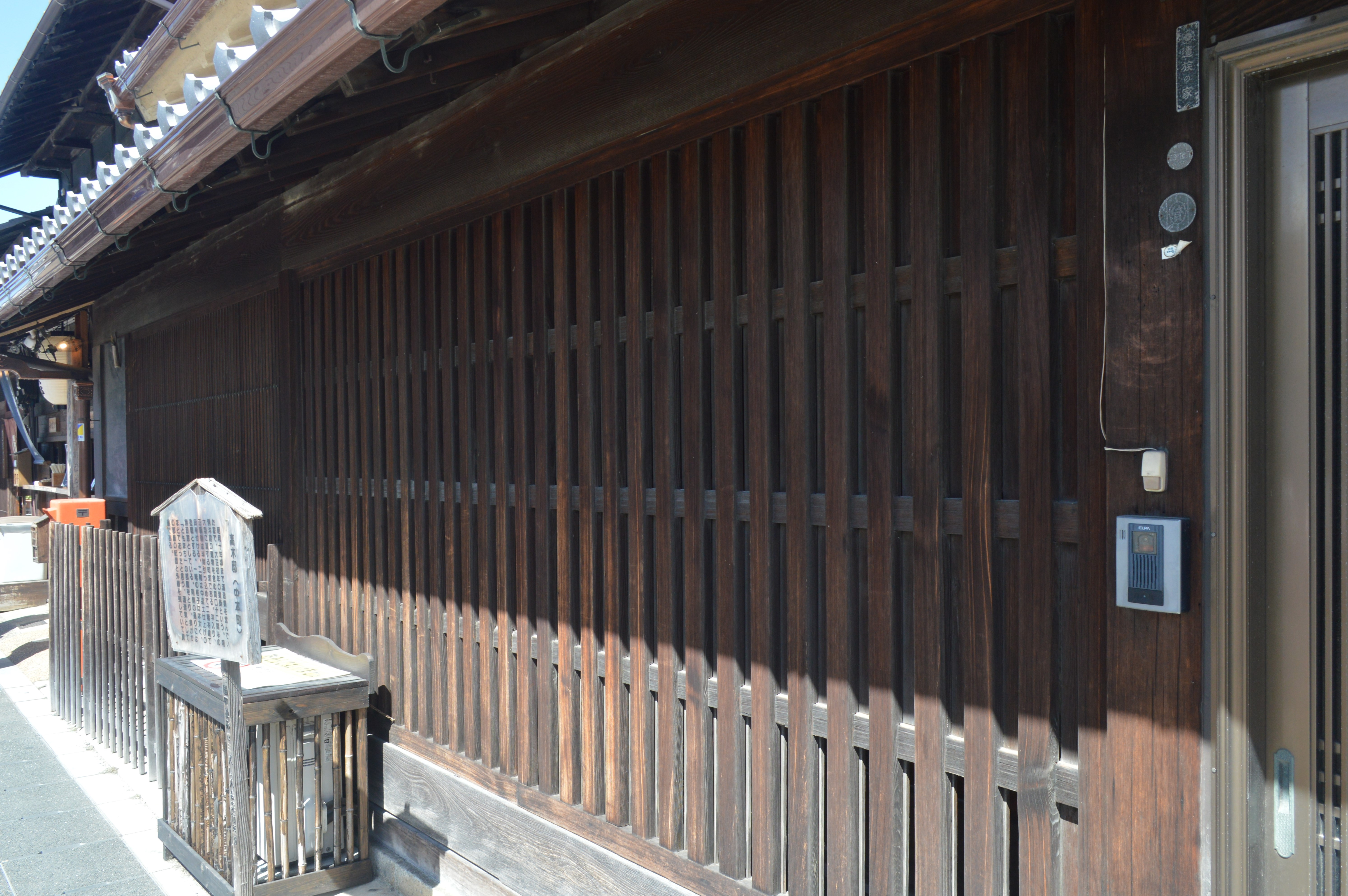
格子

木造2階建、切妻造、桟瓦葺。間口6間、奥行8間であり、平入の町家が通りに西面する。南端にトオリニワがあり，北側の落棟の背後に坪庭がある。
- 主屋 - 木造2階建、切妻造、桟瓦葺[2]。
- 茶室 - 木造平屋建、桟瓦葺[2]。
- 蔵 - 木造2階建、切妻造、桟瓦葺[2]。